# Russ Meyer
Russell Albion Meyer (Oakland, 21 de março de 1922 – Los Angeles, 18 de setembro de 2004) foi um diretor de cinema, produtor, roteirista, diretor de fotografia e editor americano. Ele é conhecido principalmente por escrever e dirigir uma série de filmes de sexploitation de sucesso que apresentavam humor exagerado, sátira astuta e mulheres de seios grandes, como Faster, Pussycat! Matar! Matar!. Meyer costumava chamar de Beyond the Valley of the Dolls (1970) como seu trabalho definitivo.

## Filmografia
- The French Peep Show (1950, curta)
- The Desperate Women (1954)
- The Immoral Mr. Teas (1959)
- The Naked Camera (1961, curta)
- Erotica (1961, curta)
- Eve and the Handyman (1961)
- Wild Gals of the Naked West (1962)
- Europe in the Raw (1963)
- Heavenly Bodies! (1963, curta)
- Skyscrapers & Brassieres (1963, curta)
- Fanny Hill (1964)
- Lorna (1964)
- Mudhoney (1965)
- Motorpsycho (1965)
- Faster, Pussycat! Kill! Kill! (1965)
- Mondo Topless (1966, documentário fictício)
- Common Law Cabin (1967)
- Good Morning and... Goodbye! (1967)
- Finders Keepers, Lovers Weepers! (1968)
- Vixen! (1968)
- Cherry, Harry & Raquel! (1969)
- Beyond the Valley of the Dolls (1970)
- The Seven Minutes (1971)
- Black Snake (1973)
- Supervixens (1975)
- Up! (1976)
- Who Killed Bambi? (1978, inacabado)
- Beneath the Valley of the Ultra-Vixens (1979)
- Pandora Peaks (2001, documentário fictício)